# Ngandu Kasongo
Cyrille Kasongo Ngandu Nzembele (Kinshasa, 6 dicembre 1979) è un ex calciatore della Repubblica Democratica del Congo, di ruolo centrocampista.

## Palmarès

### Competizioni nazionali
- Campionato di calcio della Repubblica Democratica del Congo: 3

2006, 2007, 2009
- Katanga Provincial League (LIFKAT): 2

2006, 2007

### Competizioni internazionali
- CAF Champions League: 2

2009, 2010